# Ziama Mansouriah
Se trata de un enclave costero conocido en la antigüedad como Choba y que está situada en la ruta entre las ciudades de Djidjelli (Igilgili) y Bejaïa (Saldae). Como indica Desanges es muy posible que esta ciudad diera nombre a una tribu mencionada en la Tabula Peutingeriana, los Zimizes, de ahí el nombre de Ziama.